# Колбасна (станция)
Колба́сна (рум. и молд. Cobasna) — грузовая железнодорожная станция Молдавской железной дороги в Рыбницком районе непризнанной Приднестровской Молдавской Республики. Пристанционный посёлок вместе с сёлами Колбасна и Сухая Рыбница входит в состав Колбаснянского сельсовета.
В посёлке действует международный пропускной пункт на границе с Украиной.